# A Plague Tale: Innocence
A Plague Tale: Innocence — компьютерная игра в жанре приключенческого стелс-экшена с элементами хоррора, разработанная студией Asobo Studio и изданная компанией Focus Home Interactive. Игра вышла 14 мая 2019 года на платформах Windows, PlayStation 4 и Xbox One. Игра имела коммерческий успех, к июлю 2020 года было продано более 1 млн копий, её продолжение, A Plague Tale: Requiem, вышло на игровых платформах нового поколения 18 октября 2022 года.

## Игровой процесс
Под управлением игрока находится Амиция, и только в нескольких сценах — Гуго. В большинстве эпизодов Амиция и Гуго путешествуют совместно, сестра держит маленького брата за руку. Герои могут красться, бегать и ускоряться в случае надобности. Амиция использует в качестве оружия пращу, Гуго во второй половине игры получает способность управлять массами крыс.
Основная особенность игры — это постоянная нехватка света, основным источником которого являются факелы и костры, которые играют большую роль в успешном прохождении. Амиция может давать своему младшему брату и другим спутникам поручения и мелкие задания.
Фундаментальная структура геймплея построена на трёх основных элементах: чумных крысах, солдатах Инквизиции и свете. Все три основы взаимосвязаны и влияют друг на друга. К примеру, если игрок управляет персонажами при свете дня, то крысы будут находиться только в тёмных местах и уголках, поэтому они будут бесполезны против солдат Инквизиции. Если же игрок путешествует ночью, то стража не замечает Амицию, однако крысы становятся серьёзной угрозой. Решив воспользоваться светом для защиты, игроку следует учитывать, что это может привлечь внимание стражников. В некоторых случаях можно привлекать их внимание к определённым местам, так как Инквизиция способна разбираться с вредителями. Игрок должен балансировать между тремя основными составляющими для достижения целей.
В течение путешествия Амиция сможет улучшить своё снаряжение, собирая ингредиенты, и выучить новые трюки для борьбы с врагами. В ходе прохождения, несмотря на возраст главных героев, попадаются жестокие кровавые сцены и прочие ужасы времён военного времени и эпохи чёрной смерти.

## Сюжет
1348 год. Времена Столетней войны между королевствами Англии и Франции. Амиция де Рун — 15-летняя француженка благородного происхождения, живущая в Аквитании. Её 5-летний брат Гуго болен с рождения неизвестной болезнью; их мать, Беатрис, алхимик, приютила его в своём поместье, пытаясь разработать лекарство. Во время охоты со своим отцом Робертом в лесу Амиция находит на земле необычную субстанцию, а её пёс Лион зверски съедается невидимой сущностью. Войска французской инквизиции во главе с лордом Николаем прибывают в поместье де Рун в поисках Гуго, казнят Роберта и убивают слуг семьи. Беатрис помогает своим детям сбежать и поручает Амиции отвести Гуго к доктору по имени Лаврентий.
Дети бегут в соседнюю деревню, где узнают, что полчища крыс распространяют чёрную чуму (известную как Укус). Эти двое разыскиваются Инквизицией и должны уклоняться от жителей деревни; Амиция и Гуго в конце концов достигают фермы Лаврентия и находят его тяжело больным чумой. Лаврентий умоляет Амицию закончить работу её матери за секунды до того, как ферму наводняют крысы; брат и сестра бегут с учеником Лаврентия, Лукой, в поисках замка Шато д’Омбраж, который когда-то принадлежал семье де Рун. Когда они пересекают поле битвы со множеством мёртвых тел, патрулируемое английскими солдатами, Лука объясняет, что кровь Гуго несёт в себе сверхъестественное зло, называемое Прима Макула (лат. Prima Macula), которое таится в потомках некоторых благородных династий ещё со времён Юстиниановой чумы в Византии. Беатрис и Лаврентий пытались найти эликсир, который облегчил бы симптомы Гуго, в то время как Виталий, верховный инквизитор Франции, пытается использовать силу Гуго, чтобы инквизиция захватила власть во Франции. Гуго и Амиция оказываются схвачены англичанами, но сбегают с неожиданной помощью местных воришек — подростков Мели и Артура, также сестры и брата; Артур попадает в плен, остальным удаётся убежать в обнаруженный Шато д’Омбраж.
Луке требуется запретная книга под названием Sanguinis Itinera, чтобы закончить эликсир, который может помочь Гуго. Амиция проникает в университет, чтобы забрать книгу, в то время как Мели спасает своего брата. Амиция находит книгу и встречает молодого кузнеца по имени Родрик, который помогает ей сбежать. Вернувшись в замок, Артур сообщает, что Беатрис все ещё жива, но находится в плену. Амиция настаивает, чтобы они не говорили об этом Гуго, но мальчик подслушивает разговор. Его гнев усиливает симптомы болезни, поэтому Амиция и Лука возвращаются в поместье де Рун в поисках результатов исследований Беатрис. В скрытой лаборатории они готовят эликсир и вводят его Гуго, чтобы облегчить его симптомы. Разозлившись на свою сестру за то, что она не сказала ему правду, Гуго убегает и присоединяется к инквизиции, чтобы найти Беатрис. Виталий вводит себе кровь Гуго, желая обладать силой Макулы, но из-за эликсира Луки он не может полностью овладеть ею.
Гуго удаётся найти Беатрис. Прежде чем их схватят, она рассказывает Гуго, что Макула даёт ему возможность управлять полчищами крыс. Виталий угрожает жизни Беатрис, чтобы попытаться полностью пробудить силы Гуго. Спустя месяц на Шато д’Омбраж нападает стая крыс, ведомая Гуго, который всё ещё зол на Амицию. Николай, сопровождающий его, убивает Артура и приказывает Гуго натравить крыс на Амицию, но она убеждает своего брата отвергнуть инквизицию, и они вместе сражаются с Николаем, затем крысы утаскивают его под землю и съедают. Дети решают вместе противостоять Виталию.
Пока они пробиваются к бастиону, Родрик жертвует собой, чтобы защитить Гуго и Амицию. Виталий, ожидавший их прибытия, натравливает на них тысячи выведенных алхимиками инквизиции белых крыс, которыми может управлять только он. Гуго в конечном итоге побеждает Виталия, и Амиция убивает его метким броском пращи. Спустя три дня и крысы, и чума исчезают, и жизнь начинает возвращаться в нормальное русло; многие по-прежнему опасаются Гуго и его сил, включая Мели, которая расстаётся с группой. Амиция, Гуго, Лука и больная Беатрис отправляются на поиски нового дома.

## Разработка
О разработке A Plague Tale: Innocence стало известно в январе 2017 года, дебютный трейлер был представлен на Electronic Entertainment Expo 2017. Также в начале февраля компания Focus Home Interactive более подробно рассказала об игре на специальном закрытом мероприятии «Le What’s Next de FOCUS».
A Plague Tale стала первой оригинальной разработкой студии Asobo Studio после игры Fuel (2009). Разработчики вдохновлялись такими приключенческими играми как The Last of Us и Brothers: A Tale of Two Sons. Основная тема сюжета — это семья и обстоятельства отношений персонажей в опасных ситуациях. В частности — невинность малолетнего Гуго в условиях ужасных событий, изменение его отношений с сестрой в ходе сюжета. Юные актёры Шарлотта Макберни (Charlotte McBurne) и Логан Ханнан (Logan Hannan) озвучили Амицию и Гуго соответственно. Артисты также участвовали в процессе написания диалогов, предлагая собственные изменения и альтернативные варианты.
В некоторых сценах на игровом экране одновременно могут появляться до 5 тыс. моделей крыс. Чтобы игра могла обрабатывать такое количество врагов без ущерба для производительности, команда создателей внедрила четыре слоя детализации при рендеринге крыс; при этом крысы, наиболее удалённые от персонажа игрока, обрабатываются игровым движком как своего рода фоновая неанимированная «сетка», тогда как ближайшие к игроку крысы анимированы в деталях.

## Отзывы и критика
| Сводный рейтинг       | Сводный рейтинг                                     |
| Агрегатор             | Оценка                                              |
| --------------------- | --------------------------------------------------- |
| GameRankings          | - (PC) 78,58 % - (PS4) 81,48 % - (XONE) 82,75 %     |
| Metacritic            | (PC) 81/100 (PS4) 81/100 (XONE) 83/100 (PS5) 82/100 |
| Иноязычные издания    |                                                     |
| Издание               | Оценка                                              |
| GameRevolution        | [ 19 ]                                              |
| GameSpot              | 8/10                                                |
| GamesRadar+           | [ 21 ]                                              |
| IGN                   | 7/10                                                |
| Русскоязычные издания |                                                     |
| Издание               | Оценка                                              |
| 3DNews                | 8,5/10                                              |
| GoHa.Ru               | 8/10                                                |
| «Игромания»           | [ 25 ]                                              |
| «Игры Mail.ru»        | 8,5/10                                              |
| «Канобу»              | 7/10                                                |

По данным обзорного агрегатора Metacritic, игра получила «в целом благоприятные отзывы» от критиков. Это была девятая самая продаваемая розничная игра в Великобритании за неделю её выпуска. В июле 2020 года Focus Home объявила, что игра была продана тиражом более 1 миллиона экземпляров.

## Продолжение
В декабре 2019 года французский сайт Xboxsquad, ссылаясь на собственные источники, сообщил, что в разработке находится продолжение игры, получившее название A Plague Tale: Requiem. Журналисты связались с издателем игры, компанией Focus Home Interactive, которая подтвердила данную информацию. Релиз игры состоялся 18 октября 2022 года.